# Nahum Nir
Nahum Nir (hébreu : נחום ניר) est un homme d'État israélien.

## Biographie
Il est né à Varsovie. Il étudie les sciences naturelles à l'Université de Varsovie. En 1903, il rejoint la Kadimah et en 1905 il rejoint la Poale Zion. Il s'installe en Palestine mandataire en 1925 et devient membre de l'Agence juive.
En 1948, il fut parmi les signataires de la Déclaration d'indépendance de l'État d'Israël.
En 1954, il devient membre du parti Akhdut HaAvoda.